# Дело ста восьми
Дело ста восьми (исп. El caso 108) — центральный эпизод в преследовании геев в Парагвае во время диктатуры Альфредо Стресснера, относящийся к 1959 году.

## История
1 сентября 1959 года популярный парагвайский танцор и радиоведущий Бернардо Аранда был найден мёртвым в своей квартире: он был убит в собственной постели, после чего дом был подожжён. Убийство привлекло широкое внимание парагвайского общества. Полиция установила, что большинство людей, посещавших когда-либо Аранду у него дома, были гомосексуальными мужчинами, и квалифицировала убийство как преступление на почве страсти. В ходе расследования были произведены повальные аресты геев в Асунсьоне. 12 сентября газета El País сообщила о том, что число задержанных составляет 108 человек: «практически полиция ликвидировала целую организацию этого подпольного братства» (исп. Prácticamente la policía está removiendo toda una organización de esta hermandad clandestina). Эта публикация стала началом широкой общественной кампании по борьбе с «безнравственностью». Например, 13 октября по всему Асунсьону были расклеены листовки от имени «Комитета отцов за оздоровление нашего общества» (исп. Comité de Padres, por el saneamiento de nuestra sociedad) с именами 43 «обвиняемых в аморальности» (исп. acusadas de 'amorales'). В то же время 30 сентября El País опубликовала и письмо читателя за подписью «Безнравственный», требовавшее оставить в покое честных людей, не желающих привлекать внимание к своей частной жизни.
Непосредственные виновники смерти Аранды так и не были установлены, а дальнейшая судьба арестованных по делу более полувека не предавалась огласке. Число 108 стало в Парагвае нарицательным для обозначения геев, о которых так и говорили: «Он 108» (исп. Es un 108). Само число 108 стало в Парагвае табуированным, его стараются не использовать в нумерации домов, в телефонных номерах и т. д.

## Отражение в культуре
Внимание к этому историческому эпизоду было вновь привлечено в 2010 году благодаря документальному фильму Ренате Коста «108 (Деревянный нож)» (исп. 108 / Cuchillo de palo). Дядя режиссёра Родольфо, умерший, когда ей было 18 лет, был среди жертв репрессий 1959 года (название фильма обыгрывает испанскую поговорку «В доме кузнеца деревянный нож», примерно соответствующую русской поговорке «Сапожник без сапог»; Родольфо Коста родился в семье кузнеца, но мечтал стать танцором). Для фильма Ренате Коста провела серию бесед со своими родственниками и с другими пострадавшими от антигомосексуальных репрессий эпохи Стресснера. «Деревянный нож» был показан на многих международных кинофестивалях, включая Берлинале, и получил премию Буэнос-Айресского международного фестиваля независимого кино. Брошюру, реконструирующую события 1959 года по материалам тогдашней прессы, опубликовал в 2013 году парагвайский активист Эрвинг Аугстен.